# Onontio
Onontio fue un título acuñado por los nativos americanos de la región de los Grandes Lagos para referirse al gobernador de Nueva Francia. Charles de Montmagny fue el primero en ostentar este título y, por consiguiente, se aplicó a todos los gobernadores franceses posteriores. Onontio se traduce del mohawk como «gran montaña», la traducción etimológica popular de «Montmagny», aunque los pueblos de habla iroquesa y algonquina también se dirigían al Onontio como «padre». Asimismo, el Onontio ejercía como jefe de la alianza franco-india y, como tal, se esperaba que mediara en las disputas, proporcionara suministros a los pueblos y, sobre todo, reforzara la alianza. 
En 1763, el Onontio fue destronado tras la conquista de Nueva Francia por el imperio británico en la Guerra de los Siete Años. Los británicos parecían no estar por la labor o no estar a la altura de las características propias del Onontio, que, como padre para unos y gobernador para otros, eran las de mediador y proveedor más que las de conquistador. Tal fue la situación que los nativos de los Grandes Lagos se sublevaron contra el dominio británico en la Rebelión de Pontiac, en cierta manera con el fin de traer la figura del Onontio de vuelta. La rebelión fue un fracaso en términos militares, pero consiguió que los británicos reflexionaran sobre sus políticas y cumplieran de forma progresiva con algunos de los deberes del Onontio. La nueva alianza anglo-india resultó beneficiosa para el Imperio británico en las décadas posteriores, ya que los británicos pudieron reclutar aliados nativos americanos en los conflictos con Estados Unidos.